# Ewald Grabowski
Ewald Grabowski (* 6. Oktober 1932 in Berlin; † 5. November 2009 ebenda) war ein deutscher Kommunalpolitiker (CDU).

## Leben
Mit 28 Jahren trat Grabowski in die Neuköllner CDU ein, deren Kreisvorsitzender er einige Jahre war und die er seit 1967 in der Neuköllner Bezirksverordnetenversammlung vertrat. Ab 1975 stand er 20 Jahre lang der CDU-Fraktion vor. Im Jahr 1995 wurde er zum Bezirksverordnetenvorsteher gewählt und füllte dieses Amt bis zum November 2001 aus. Schwerpunkte seines politischen Engagements lagen in den Bereichen Schule, Gesundheit und Soziales.
Für seine Verdienste wurde er mit dem Bundesverdienstkreuz am Bande ausgezeichnet.